# Гулагонг-Коули, Ивонн
Ивонн Фей Гулагонг-Коули (англ. Evonne Fay Goolagong Cawley; род. 31 июля 1951, Гриффит) — австралийская теннисистка. Австралиец года (1971).

## Достижения
Первая представительница коренного населения Австралии, добившаяся успехов в спорте на международной арене. В своё время теннисистка не заняла первое место в мировом рейтинге 1976 года в результате ошибки. По восстановленным документам она была лучшей теннисисткой в апреле-мае 1976 года в течение двух недель. В декабре 2007 года спустя 31 год женская теннисная ассоциация (WTA) вручила ей почётный приз-статуэтку, присуждаемый всем теннисисткам, когда-либо становившимся первыми ракетками мира. В 1971 году также была первой ракеткой мира по сумме всех выступлений в сезоне (в то время рейтинговая система в теннисе находилась в стадии зарождения).
Гулагонг была яркой теннисной звездой 1970-х годов. Она 7 раз побеждала на турнирах Большого шлема. Всего выиграла 68 турниров среди профессионалов в одиночном разряде. Это 5-й результат в истории женского тенниса.
В 1985 году завершила профессиональную карьеру. В 1988 году вошла в Международный зал теннисной славы. Была капитаном женской сборной Австралии в Кубке Федерации. В 2009 году в городке Бареллан, где Ивонн ходила в начальную школу, была установлена копия её теннисной ракетки длиной 13,8 метров.
Кавалер ордена Британской империи и офицер ордена Австралии.

## Финалы турниров Большого шлема в одиночном разряде (18)

### Победы (7)
| Год  | Турнир                           | Соперник            | Счёт        |
| 1971 | Открытый чемпионат Франции       | Хелен Гуэрлей       | 6-3 7-5     |
| 1971 | Уимблдонский турнир              | Маргарет Корт       | 6-4 6-1     |
| 1974 | Открытый чемпионат Австралии     | Крис Эверт          | 7-6 4-6 6-0 |
| 1975 | Открытый чемпионат Австралии (2) | Мартина Навратилова | 6-3 6-2     |
| 1976 | Открытый чемпионат Австралии (3) | Рената Томанова     | 6-2 6-2     |
| 1977 | Открытый чемпионат Австралии (4) | Хелен Гуэрлей       | 6-3 6-0     |
| 1980 | Уимблдонский турнир (2)          | Крис Эверт          | 6-1 7-6     |

### Поражения (11)
| Год  | Турнир                           | Соперник        | Счёт        |
| 1971 | Открытый чемпионат Австралии     | Маргарет Корт   | 6-2 6-7 5-7 |
| 1972 | Открытый чемпионат Австралии (2) | Вирджиния Уэйд  | 4-6 4-6     |
| 1972 | Открытый чемпионат Франции       | Билли-Джин Кинг | 3-6 3-6     |
| 1972 | Уимблдонский турнир              | Билли-Джин Кинг | 3-6 3-6     |
| 1973 | Открытый чемпионат Австралии (3) | Маргарет Корт   | 4-6 5-7     |
| 1973 | Открытый чемпионат США           | Маргарет Корт   | 6-7 7-5 2-6 |
| 1974 | Открытый чемпионат США (2)       | Билли-Джин Кинг | 6-3 3-6 5-7 |
| 1975 | Уимблдонский турнир (2)          | Билли-Джин Кинг | 0-6 1-6     |
| 1975 | Открытый чемпионат США (3)       | Крис Эверт      | 7-5 4-6 2-6 |
| 1976 | Уимблдонский турнир (3)          | Крис Эверт      | 3-6 6-4 6-8 |
| 1976 | Открытый чемпионат США (4)       | Крис Эверт      | 3-6 0-6     |